# Itzelberger See
Der Itzelberger See in ein See bei Itzelberg, einem Ortsteil der Gemeinde Königsbronn im Landkreis Heidenheim am östlichen Ende der Schwäbischen Alb im Osten Baden-Württembergs.

## Geografie
Der See wurde durch Aufstauung der Brenz geschaffen, die 1,2 Kilometer oberhalb im Brenztopf entspringt. Am Einlauf der Brenz befindet sich ein Feuchtbiotop mit einer Vogelschutzinsel. Ein Rundwanderweg führt um den See herum. Der Itzelberger See ist Station Nr. 2 der Königsbronner Route des Karstquellenwegs.

## Geschichte
Der Itzelberger See wurde vermutlich im 14. Jahrhundert von den Zisterziensermönchen vom früheren Kloster Königsbronn aufgestaut, um die Wasserkraft besser nutzen und Fischzucht betreiben zu können. Zwischen 1471 und 1479 errichteten sie hier eine Eisenschmiede.
Nach deren Zerstörung im Dreißigjährigen Krieg wurde 1696 mit dem Wiederaufbau begonnen. Der Betrieb bestand aus einer Hammerschmiede mit zwei Läuterfeuern, einem großen Hammer sowie einem Streck- und Zainhammer, zwei Kohlescheuern und einer Sägemühle. Der trockengelegte See wurde wieder aufgefüllt.
Auf einer Karte im Seenatlas von J. A. Riediger 1737/38 sieht man nicht nur die Hammerschmiede am Abfluss des Sees, sondern auch eine „Schieß-Gallerie“, die der Jagd auf Vögel diente.
Bis ins 19. Jahrhundert war Itzelberg eng mit den Eisenwerken in Königsbronn verzahnt, bis nach und nach alle Produktionsstätten in das neue Stammwerk (heute SHW Casting Technologies) verlagert wurden.
Das Hauptpumpenwerk des Zweckverbands Härtsfeld-Albuch-Wasserversorgung am Abfluss des Sees wurde 1892 erbaut und fördert Wasser aus drei Tiefbrunnen in der Brenzaue zwischen Königsbronn und Itzelberg. Das Karstwasser wird mit Hilfe einer mit Wasserkraft aus dem See gespeisten Turbine auf die Hochflächen von Härtsfeld und Albuch gepumpt und versorgt über 25.000 Einwohner mit bis zu 5000 m³ Trinkwasser pro Tag. Der im Jahre 1991 restaurierte gusseiserne Brunnen erinnert an die Gemeinden, die 1890 den Zweckverband gründeten. Das Wasserwerk ist Station Nr. 3 der Königsbronner Route des Karstquellenwegs.
Nördlich des Sees befindet sich ein Steinbruch, wo früher Weißer Jura abgebaut wurde. Dort entwendete der Widerstandskämpfer Georg Elser 1939 das Dynamit für sein gescheitertes Bombenattentat auf Adolf Hitler.

## Landschaftsschutzgebiet
1957 wurde der See entschlammt, weil sich eine zwei Meter dicke Schlammschicht angesammelt hatte und das Wasser teilweise nur noch dreißig Zentimeter tief war. Damals wurden über 170.000 m³ Schlamm aus dem Seebecken entfernt und ein großer Teil der Sumpfwiesen mit dem ausgebaggerten Schlamm aufgefüllt. Von dem ehemaligen Moor blieb nur ein zwei Hektar großer Restteil übrig, aus dem die Vogelschutzinsel entstand, ein Brut- und Rückzugsgebiet für Vögel und Amphibien. Nördlich der Vogelschutzinsel befinden sich zwei sogenannte Moosweiher.
Seit 1978 ist der Itzelberger See ein Landschaftsschutzgebiet. Man findet dort Eisvögel, Stockenten, Reiherenten, Teichhühner, Höckerschwäne, Blässhühner, Kanadagänse und Graureiher. In den Wintermonaten rasten unter anderem Tafelenten, Kolbenenten und Möwen auf dem See, um dann im Frühjahr in ihre Brutgebiete weiterzureisen.
In dem als fischreich geltenden See kommen alle wichtigen mitteleuropäischen Fischarten wie Aal, Äsche, Bachforelle, Bachsaibling, Brasse, Döbel, Hecht, Karpfen, Regenbogenforelle und Rotfeder vor.
Seit im Jahre 2012 ein Boots- und Floßverleih in Betrieb ging, trennt eine schwimmende Absperrung den Tourismusteil des Sees von der Vogelinsel.

## Naherholungsgebiet
Der Itzelberger See wird nicht als Badesee genutzt. Boots- und Floßverleih, Minigolfplatz und Pit-Pat-Anlage am Südufer sind auf die von März bis Oktober währende Saison beschränkt. Ganzjährig geöffnet sind ein Restaurant und ein Kinderspielplatz am Südufer.
Als Angelgewässer wird der See von Landesfischereiverband Baden-Württemberg e.V. bewirtschaftet.

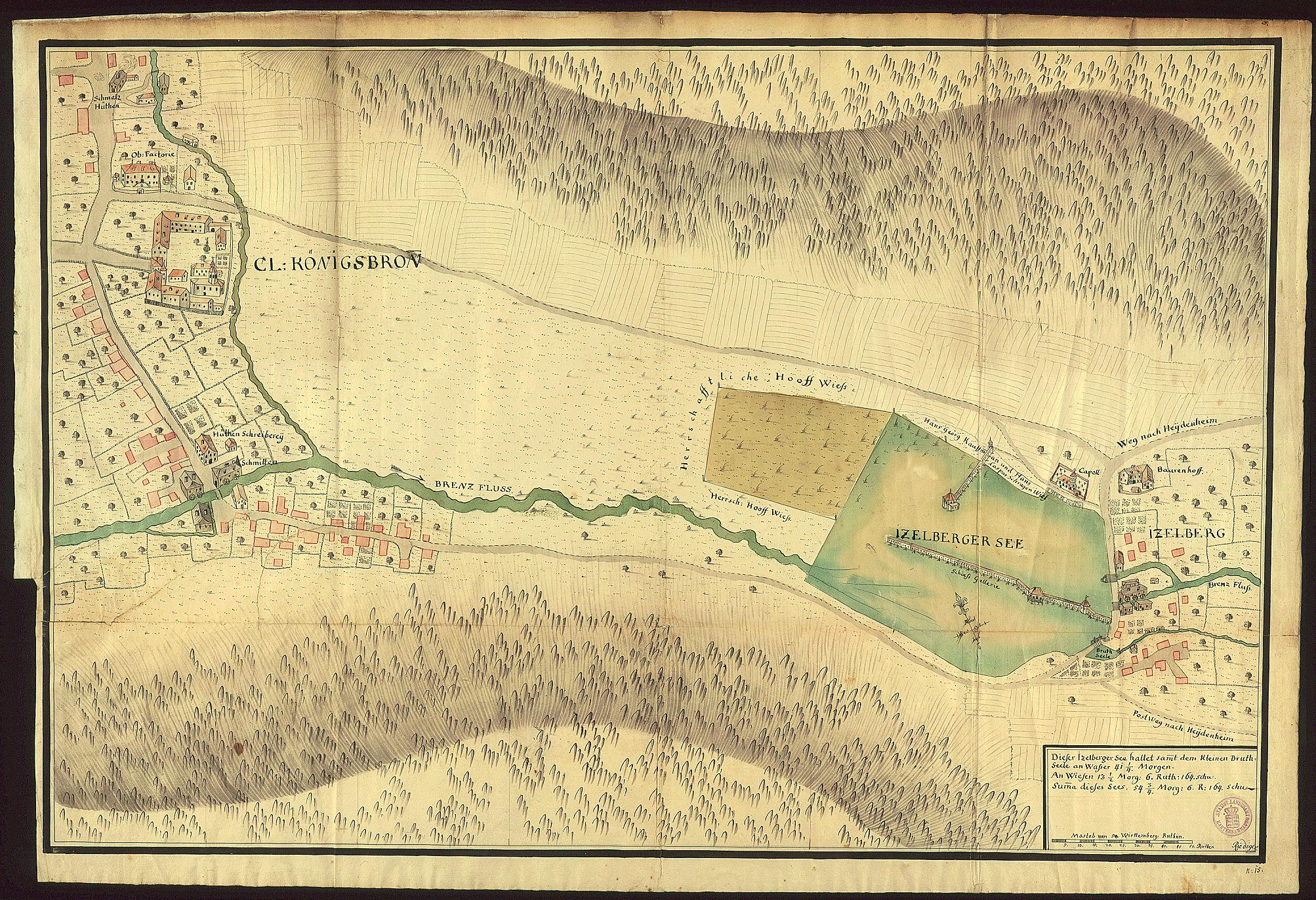
Itzelberger See im Seenatlas von J. A. Riediger 1737/38
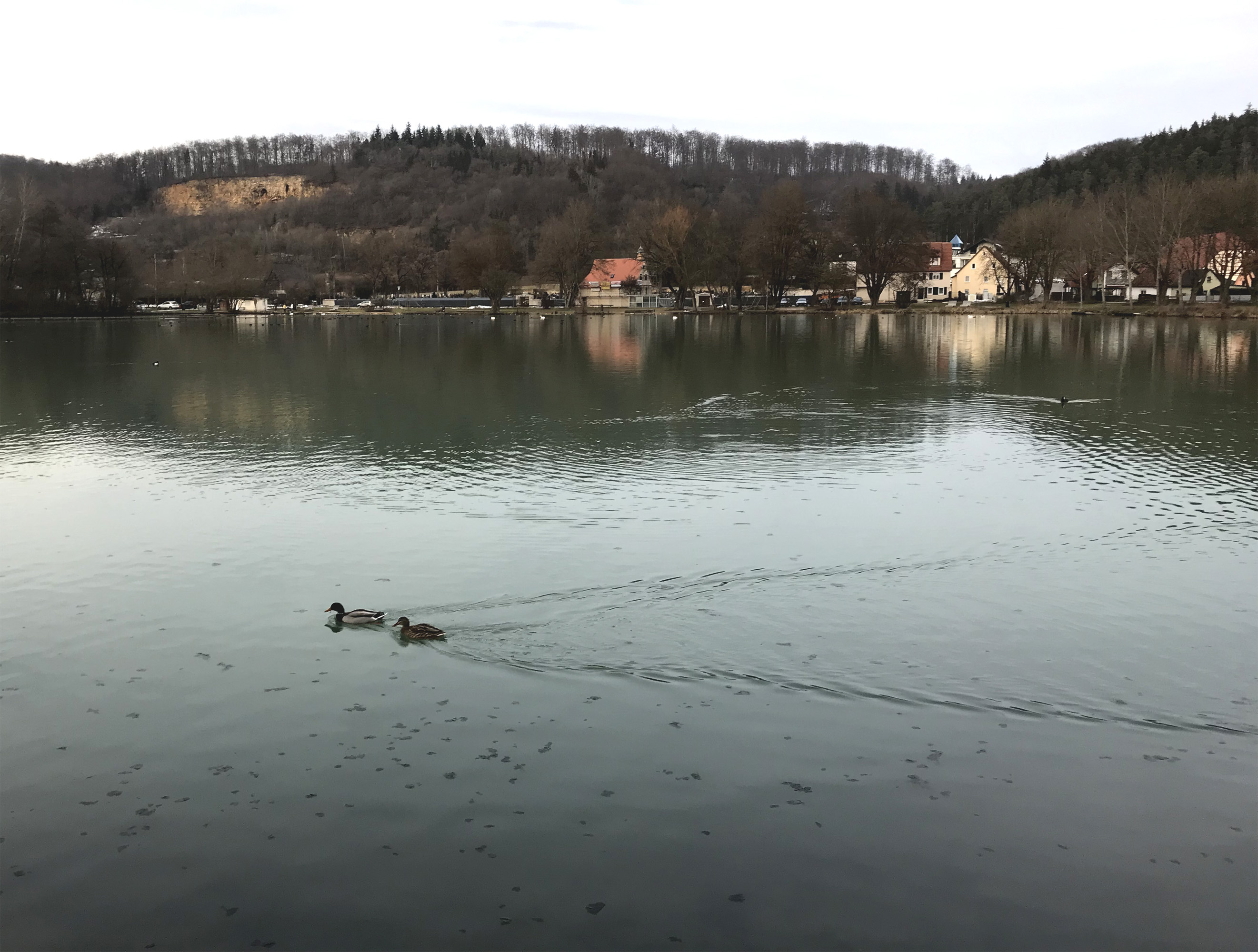
Blick auf das Nordufer mit Steinbruch im Hintergrund
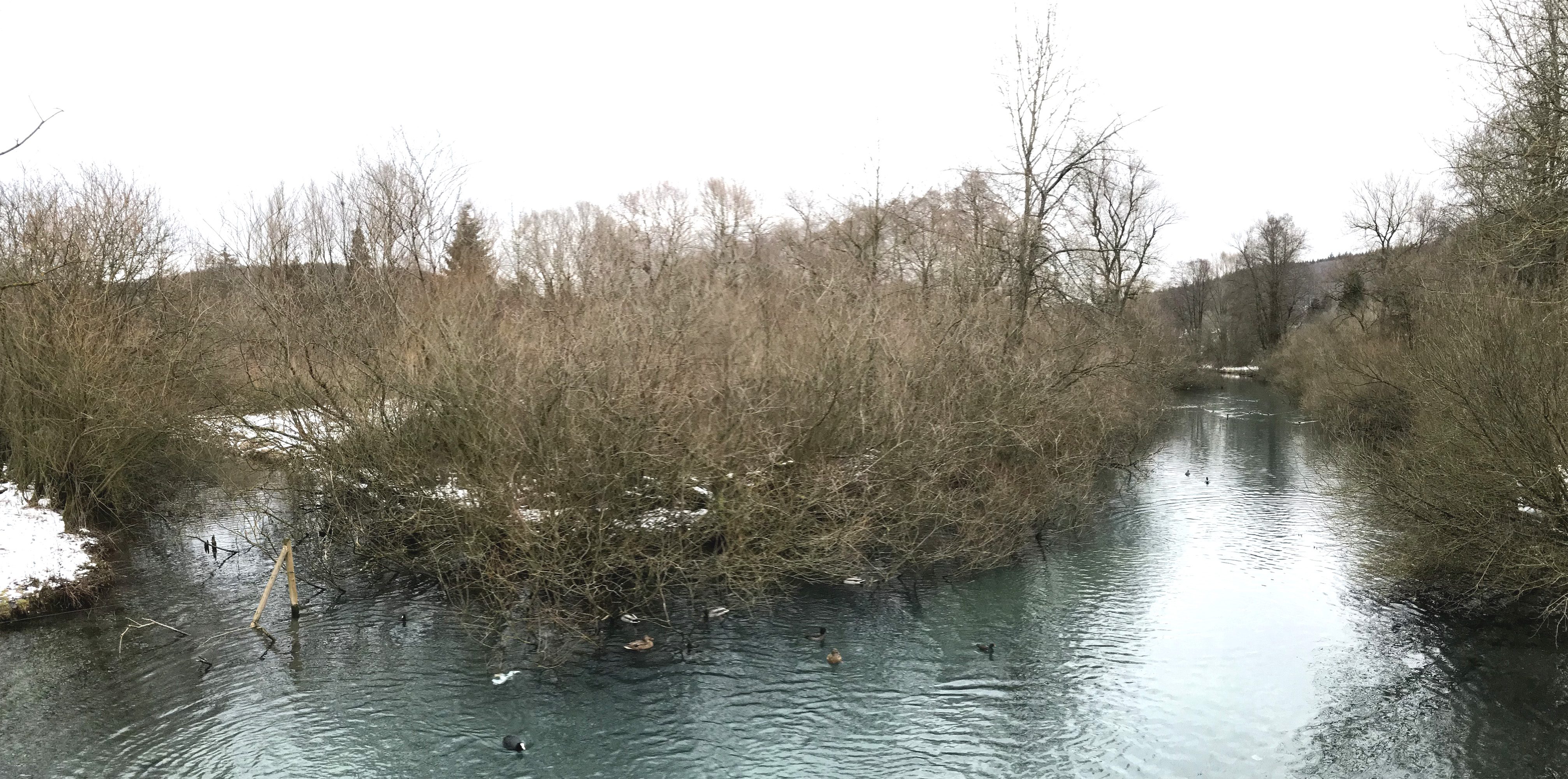
Westliche Spitze der Vogelschutzinsel am Zulauf der Brenz
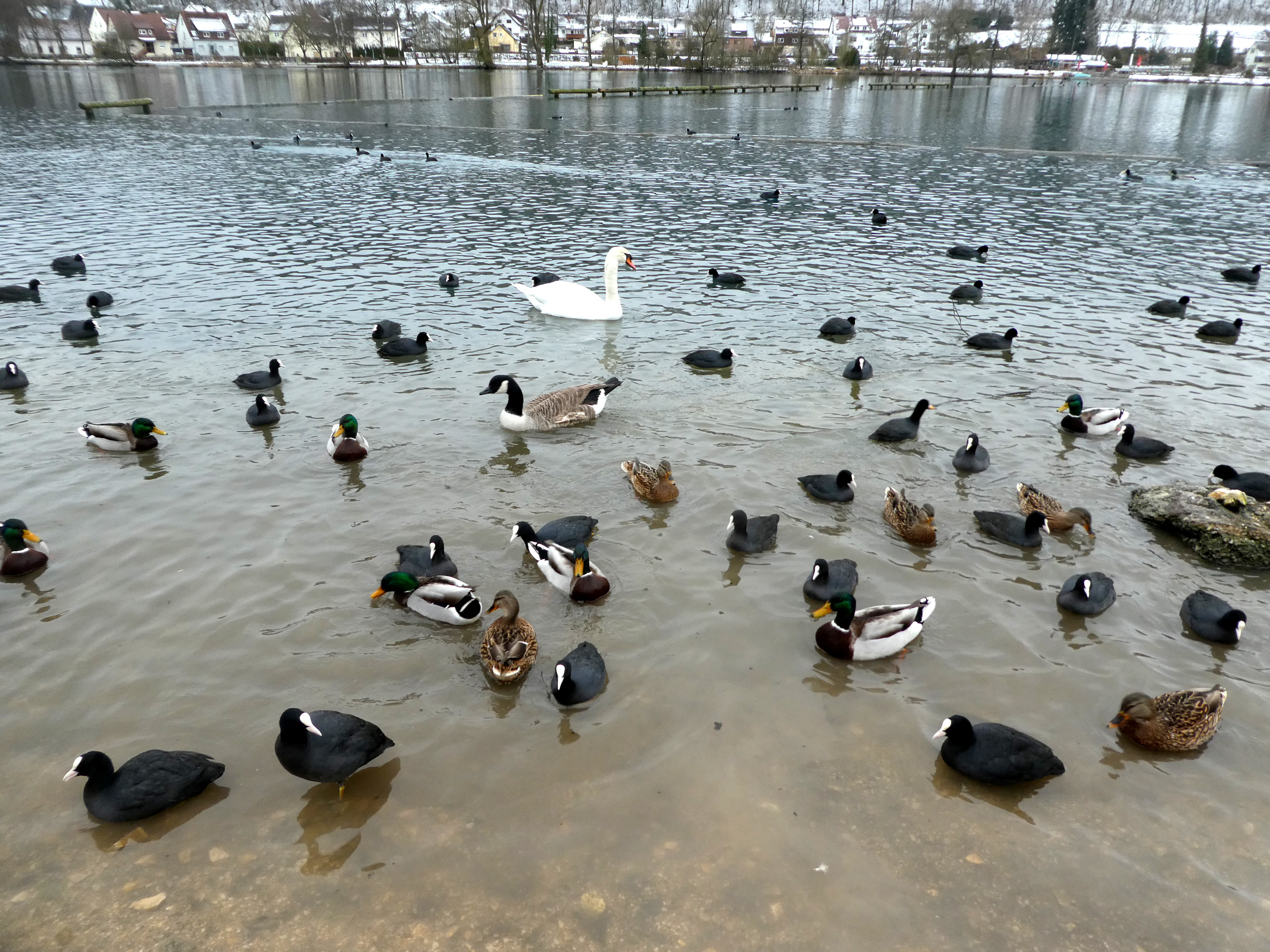
Wasservögel am Nordufer
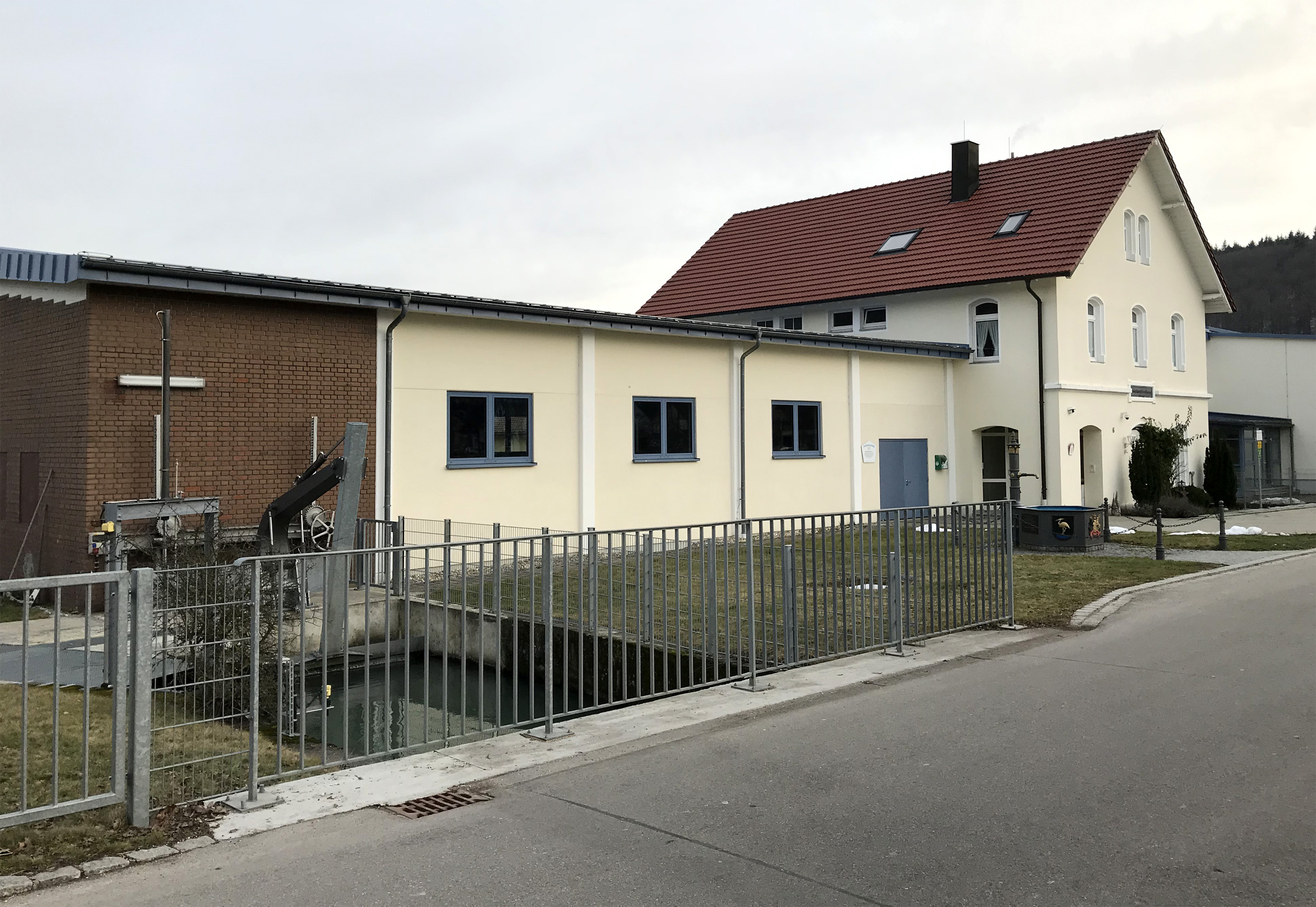
Wasserwerk der Härtsfeld-Albuch-Wasserversorgung am Ostufer
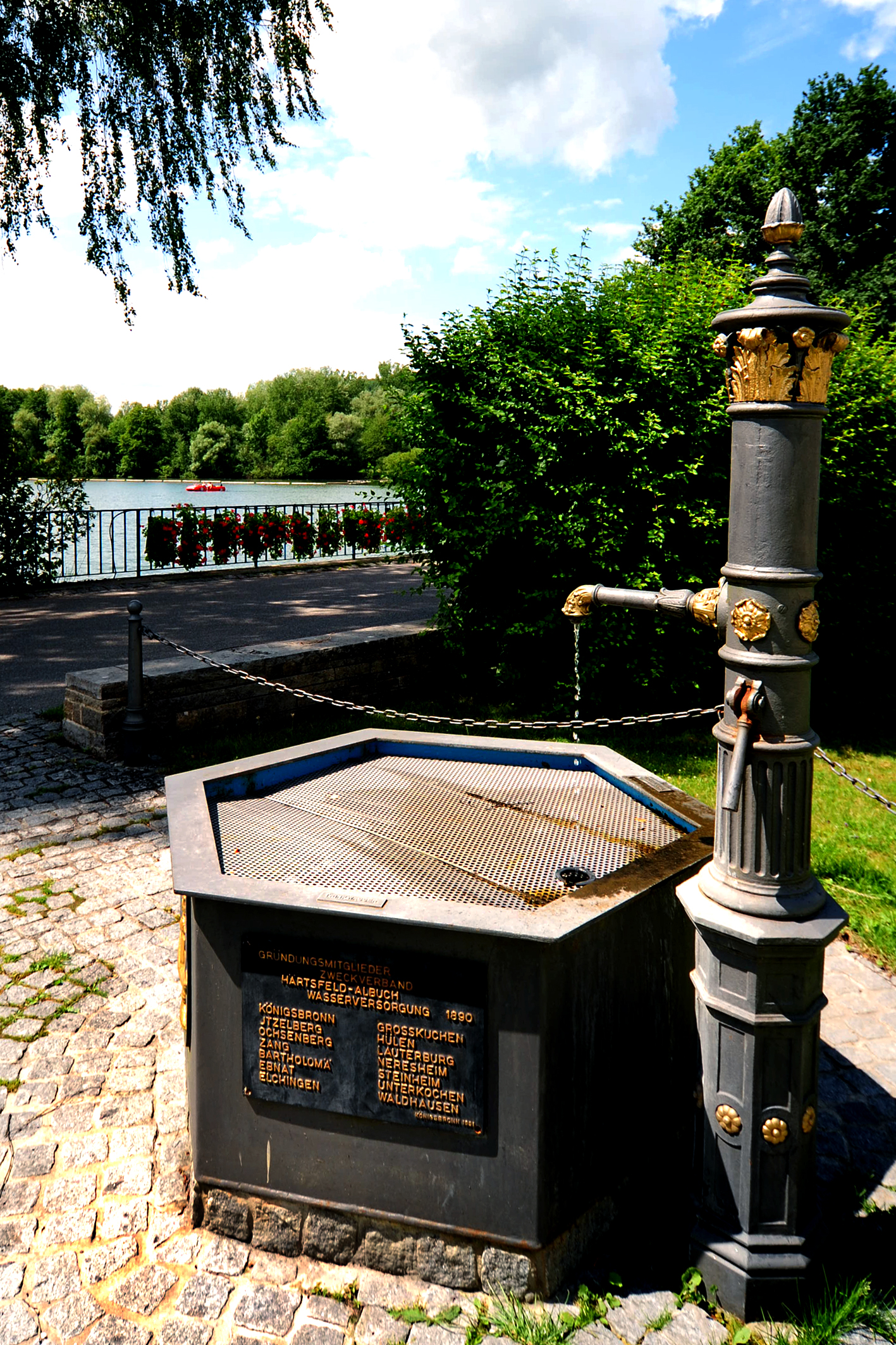
Gusseiserner Brunnen am Wasserwerk
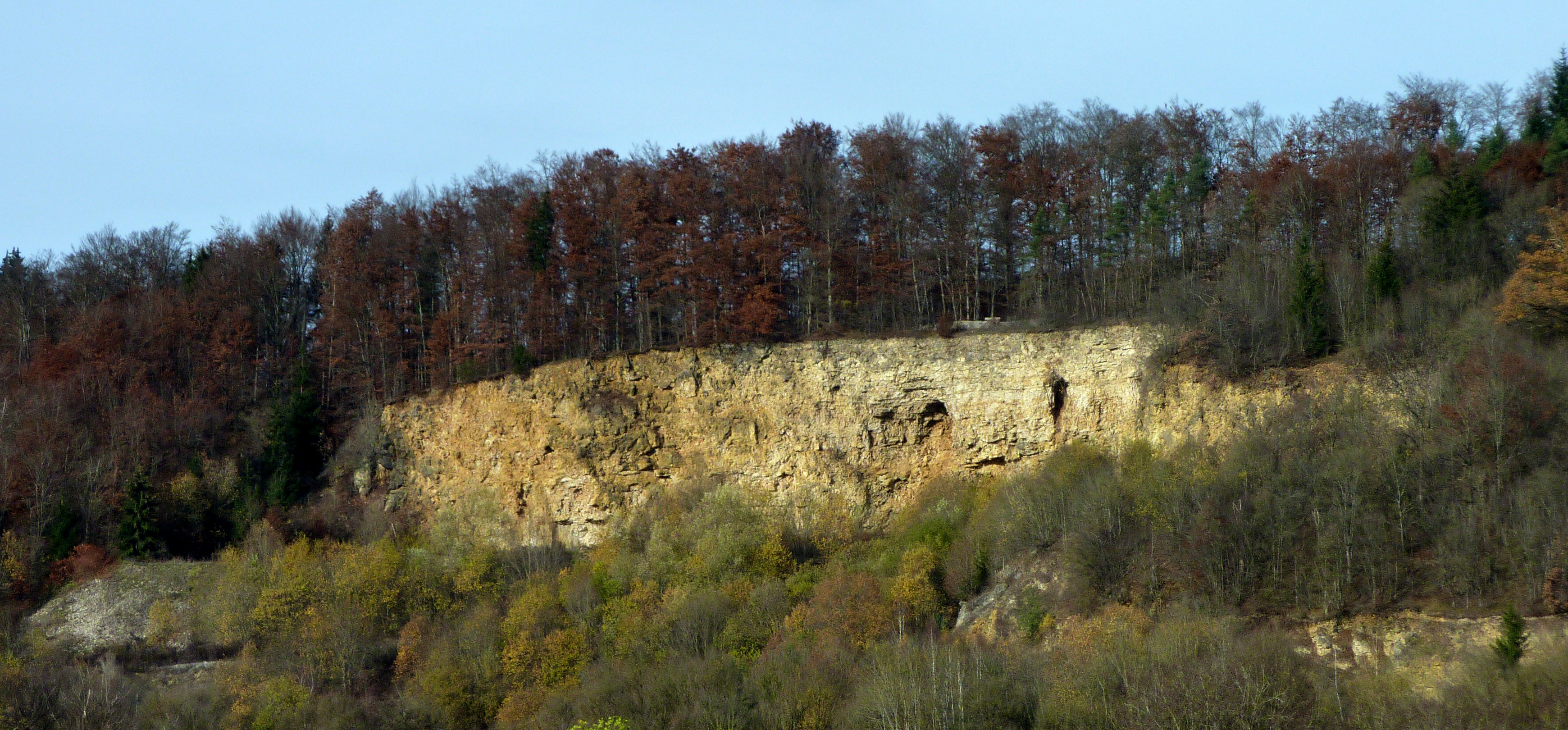
Ehemaliger Steinbruch nördlich des Sees